# UP 9000 Class
UP 9000 class — быстроходный трёхцилиндровый товарный паровоз с осевой формулой 2-6-1 для ускоренных поездов, самый большой серийный несочленённый паровоз в мире. Явился конструктивным развитием 3-цилиндрового паровоза типа 2-5-1. Разработку эскизного проекта фирма ALCo вела совместно с инженерами Объединённой тихоокеанской железной дороги. Первый паровоз был построен Американской локомотивной компанией (ALCo) в 1926 году.
Всего было построено 48 паровозов, из них 40 для Объединённой Тихоокеанской (англ. Union Pacific — U.Pac) и 8 для Орегон-Вашингтонской (англ. Oregon-Wash.R.R.& Nav.Co — O.W.R.R.& N.) железных дорог.

## Разработка
С 1917 года стандартным для ускоренного товарного движения в горных районах считался двухцилиндровый паровоз 1-5-1 с номинальной силой тяги 32000 кГс. Тихоокеанская железная дорога в начале 1925 года приобрела 3-цилиндровый паровоз с осевой формулой 2-5-1 для сравнения с работой 2-цилиндровых 1-5-1. Испытания показали, что 3-цилиндровый 2-5-1 в состоянии осваивать в эксплуатации на 20 % больше тонн перевозок при меньшем на 16 % расходе топлива на 1000 тонно-километров брутто. По итогам этих испытаний Объединённая Тихоокеанская совместно с ALCo приступила к разработке паровоза для ускоренного товарного движения, способного везти тоннаж сочленённого паровоза типа 1-4+4-0, с увеличением скорости с 32 до 64 км/час и увеличением средней участковой скорости с 19,3 до более чем 32 км/час. Достигнуть необходимой мощности с ограничением осевой нагрузки в 26,8 тонн было возможно только при шести спаренных движущих осях. Такую осевую формулу было невозможно осуществить для 2-цилиндрового паровоза. Трёхцилиндровый паровоз передаёт мощность на две движущие оси при лучшем распределении напряжений по всей конструкции рамы и имеет меньшее динамическое воздействие на путь.
В марте 1926 года ALCo поставила Объединённой тихоокеанской железной дороге опытный экземпляр трёхцилиндрового паровоза типа 2-6-1. Паровоз был предназначен для работы на главных горных линиях Объединённой Тихоокеанской, где максимальный подъём составляет 8,2 ‰.
Опытный паровоз при испытаниях на 15,5 ‰ подъёме между Шайенном и Ларами, тянул такой же тоннаж, что и паровоз типа 1-4+4-0 системы Малле, но при большей скорости и меньшем расходе топлива. На 8 ‰ подъёме между Ларами и Эванстоном, тип 2-6-1 оказался в состоянии осваивать на 80% больше тонно-километров в час, по сравнению с сочленённым паровозом системы Малле, имеющим равную с ним сцепную силу тяги, при расходе топлива на тонно-километр брутто несколько меньшем половины расхода топлива паровозом системы Малле. Поддерживать скорость в 67 км/час при мощности в 4750 л.с. оказалось возможно при отсечке 48 %.

## Конструкция

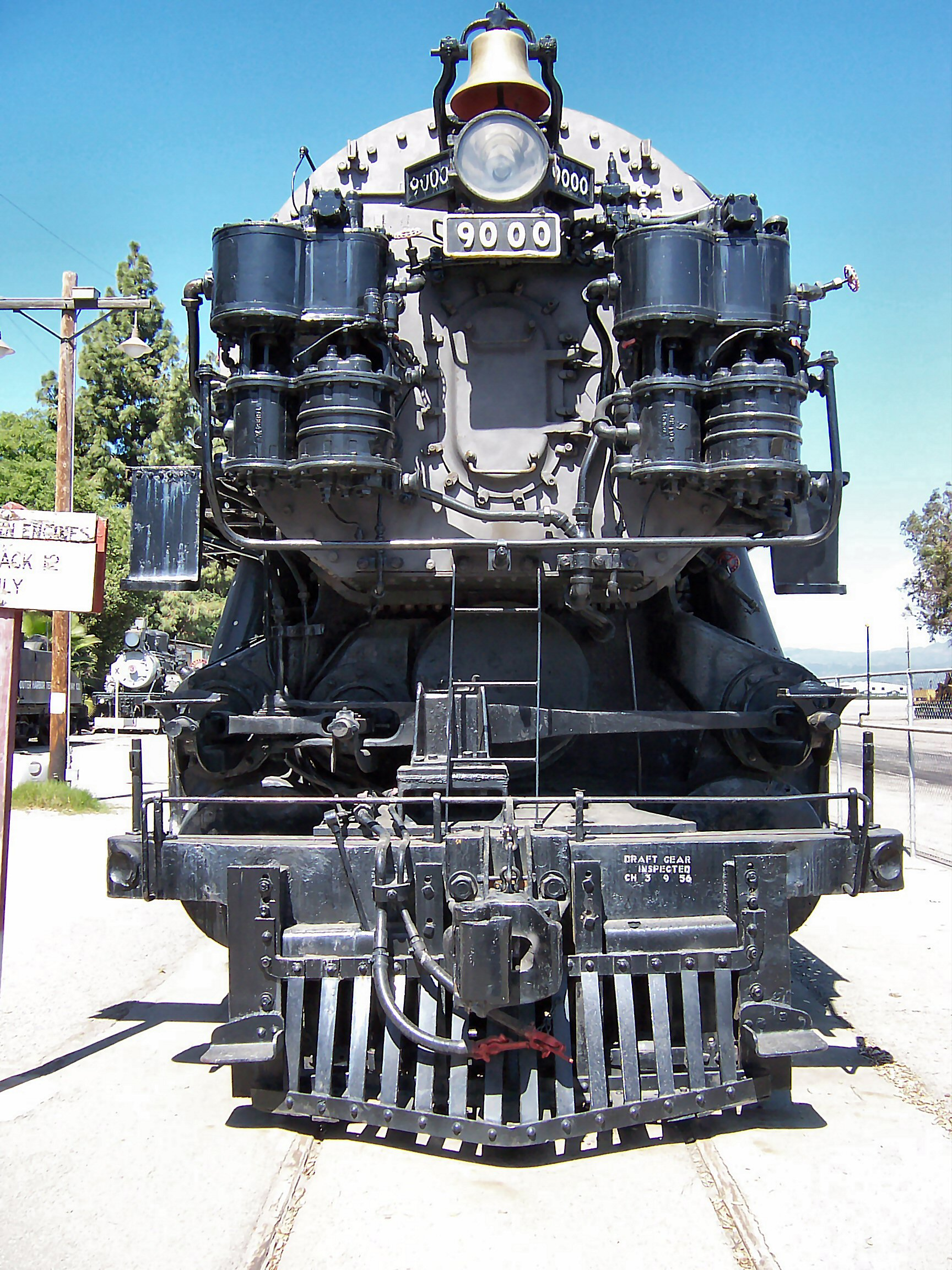
Под котлом виден третий цилиндр и привод его золотника

Цилиндры паровой машины литые из стали. Соединение парорабочих труб с золотниковыми коробками справа и слева устроено обычным образом, однако правый раструб выполнен увеличенного диаметра для подачи пара во внутренний и внешний цилиндры. Реализован отвод уносимой паром воды из центрального цилиндра в правый цилиндр, откуда её легче выпустить.
Применён парораспределительный механизм Гресли, позволяющий приводить в действие золотник третьего цилиндра через рычажную передачу от золотников двух других.
Для вписывания паровоза с большой базой движущих колёс в 16-градусные кривые применены устройства для поперечного перемещения передних и задних сцепных осей, совместно с передней 2-осной и задней 1-осной тележками. Буксовые подшипники ведущей и коленчатой осей снабжены дополнительными вкладышами.

## Значение
Успешная эксплуатация быстроходных паровозов типа 2-6-1 на грузонапряжённых участках с тяжёлым профилем трёх частных железных дорог США послужила мотивирующим фактором для проектирования и создания в СССР опытного грузового паровоза типа 2-7-2 «АА».
В эксплуатации, паровозы типа 2-6-1 были заменены быстроходными сочленёнными паровозами системы Малле, с машинами простого действия, только в начале 1940-х годов.
Один паровоз типа 2-6-1 сохранён в качестве музейного экспоната в США.

## Дополнительные технические характеристики[3]
- Длина топки — 4686 мм;
- Ширина топки — 2750 мм;
- Диаметр 1-го барабана котла — 2286 мм;
- Нагрузка на переднюю тележку — 36,7 т;
- Нагрузка на заднюю тележку — 27,9 т; 27,2 т;
- База движущих колёс — 9347 мм.